# Inka (wokalistka)
INKA (właśc. Dominika Giernatowska) (ur. 2 listopada 1997 w Olsztynie) – polska artystka, wokalistka, autorka tekstów, aktorka scen muzycznych, kompozytorka.

## Kariera muzyczna
Swoje pierwsze kroki stawiała w grupie wokalno-tanecznej Sukces pod kierunkiem Agaty Dowhań i Mariusza Garnowskiego. Ukończyła Studium Wokalno-Aktorskie w Białymstoku (2020). Napisała piosenkę pt. Patchwork do spektaklu dyplomowego „Dziewczyna jak z bajki”, który otrzymał wyróżnienie na VI Ogólnopolskim Przeglądzie Dyplomów i Egzaminów Muzycznych Wyższych Szkół Artystycznych „Przygrywka” (2021).
Jej debiutancka płyta „Świecę w ciemności” ukazała się 13 sierpnia 2021 r., a można jej było posłuchać na platformach streamingowych od 1 kwietnia 2021 r. Jest autorką utworów do spektaklu „Kobiety, wino i śmiech” w reż. Pauliny Kajdanowicz, który miał premierę we wrześniu 2021 r. w Bystrzycy Kłodzkiej oraz w październiku 2021 r.  w Olsztynie. Brała udział w konkursie Otwarty Mikrofon Radia Nowy Świat, finał w czerwcu 2022 r.
Od października 2022 do końca 2024 roku INKA była członkinią zespołu redakcyjnego studenckiego Radia MORS, współprowadzącą Śniadanie w Radiu MORS oraz prowadzącą audycji Która Kultura. 4 lutego 2023 była gościem Sary Kordowskiej w audycji Migdały na antenie Radia MORS.
Cztery utwory INKI znalazły się na liście przebojów Polish Chart Radia Wnet: Na niby, Patchwork, W śnieżną noc i Brasil (od października 2022 r. do stycznia 2023 r.). W lutym 2023 r. miała miejsce premiera autorskich piosenek INKI przetłumaczonych na język francuski: Je suis fluorescente (Świecę w ciemności), Cajoline (Pranie), Je m'enfuis (Ja uciekam).

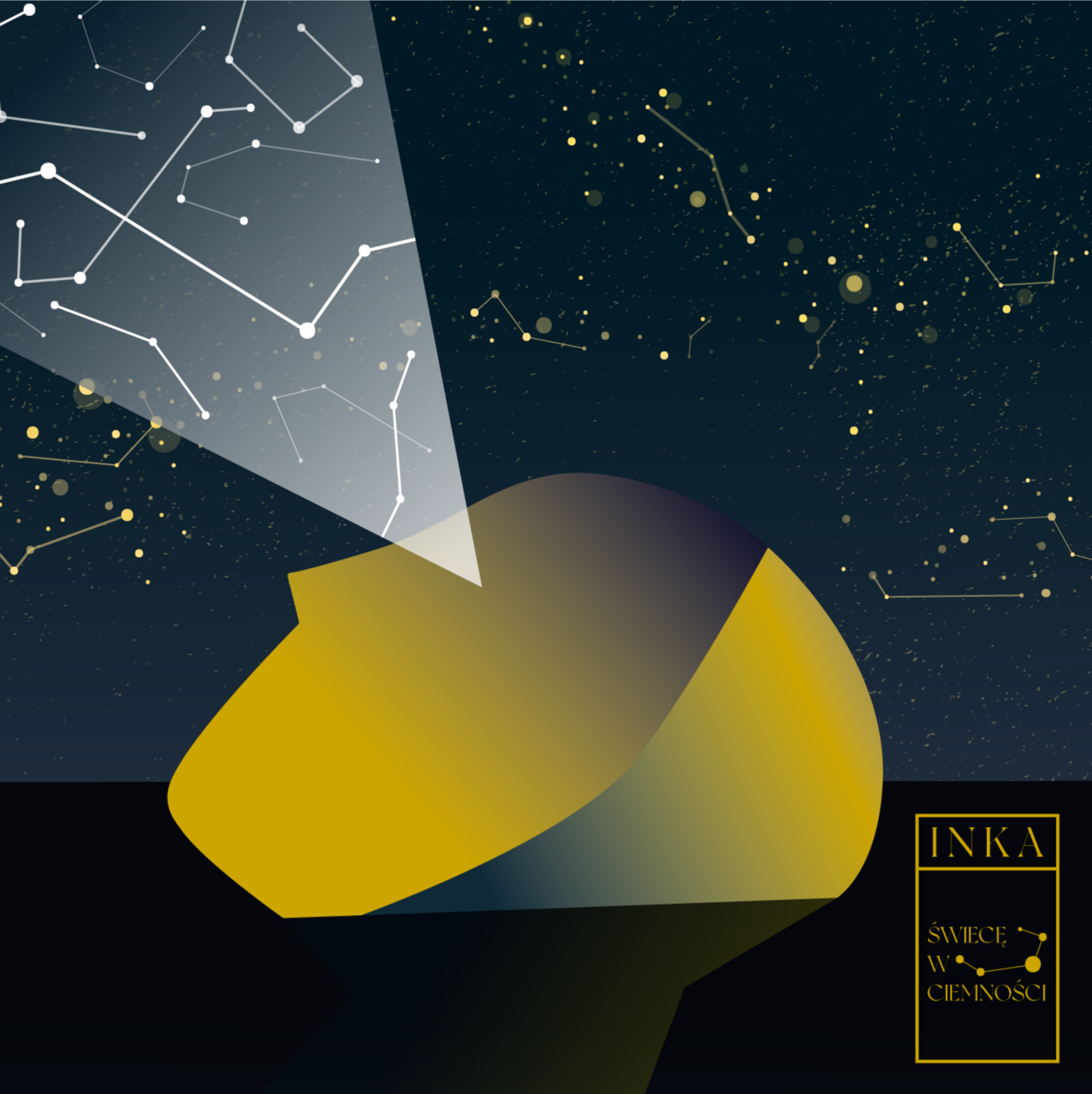
Okładka LP "Świecę w ciemności" (2021)

## Albumy
| Rok  | Nazwa              | Rodzaj nagrania |
| ---- | ------------------ | --------------- |
| 2021 | Świecę w ciemności | LP              |
| 2024 | Jakaś              | EP              |
| 2025 | Stacja Serce       | LP              |

## Single
| Rok  | Tytuł                                                  | Album              |
| ---- | ------------------------------------------------------ | ------------------ |
| 2021 | Patchwork                                              | -                  |
| 2021 | Pranie                                                 | Świecę w ciemności |
| 2021 | Motyle w brzuchu                                       | -                  |
| 2021 | Superbohaterka – ze spektaklu „Kobiety, wino i śmiech” | -                  |
| 2021 | Jedzie baba – ze spektaklu „Kobiety, wino i śmiech”    | -                  |
| 2021 | Blondynka – ze spektaklu „Kobiety, wino i śmiech”      | -                  |
| 2021 | Gorszy dzień – ze spektaklu „Kobiety, wino i śmiech”   | -                  |
| 2021 | W śnieżną noc                                          | -                  |
| 2022 | Brasil                                                 | -                  |
| 2022 | Jakaś x Szklanki (cover) Young Leosia                  | -                  |
| 2022 | Fenomenalnie (wersja osobista)                         | -                  |
| 2022 | Na niby feat. Patryk Pietrzak                          | -                  |
| 2023 | Fenomenalnie                                           | -                  |
| 2023 | Huśtawka                                               | -                  |
| 2023 | Motyle w brzuchu                                       | -                  |
| 2023 | Pomyka jesień (cover) Małgorzata Ostrowska             | -                  |
| 2023 | W śnieżną noc                                          | -                  |
| 2024 | Kolejne nic                                            | Stacja Serce       |
| 2024 | Kieliszek                                              | Jakaś              |
| 2024 | Jakaś                                                  | Jakaś              |
| 2024 | Serce rozum                                            | Jakaś              |
| 2024 | Pomyśl życzenie                                        | -                  |
| 2024 | Na twojej orbicie (cover) Mad Money                    | -                  |
| 2024 | List do mnie                                           | Stacja Serce       |
| 2025 | Świat się nie skończył                                 | Stacja Serce       |

## Teledyski
| Rok  | Tytuł                                      | Realizacja                       |
| ---- | ------------------------------------------ | -------------------------------- |
| 2021 | Pranie                                     | Leant Sp. z o.o                  |
| 2022 | Fenomenalnie (wersja osobista)             | INKA                             |
| 2022 | Na niby feat. Patryk Pietrzak              | Studio Zew                       |
| 2023 | Fenomenalnie                               | Bez Pozwolenia Crew              |
| 2023 | Huśtawka                                   | Studio Zew                       |
| 2023 | Motyle w brzuchu                           | Studio Zew                       |
| 2023 | Pomyka jesień (cover) Małgorzata Ostrowska | Bez Pozwolenia Crew              |
| 2023 | Fenomenalnie                               | Bez Pozwolenia Crew              |
| 2023 | W śnieżną noc                              | Studio Zew                       |
| 2024 | Kolejne nic                                | Studio Zew                       |
| 2024 | Kieliszek                                  | Studio Zew                       |
| 2024 | Jakaś                                      | Studio Zew                       |
| 2024 | Serce rozum                                | Jakub Sokołowski                 |
| 2024 | Pomyśl życzenie                            | Natalia Prycha, Jakub Kraszewski |
| 2024 | Na twojej orbicie (cover) Mad Money        | Paulina Małek, Jakub Sokołowski  |
| 2024 | List do mnie                               | Natalia Prychła                  |
| 2025 | Świat się nie skończył                     | Jakub Sokołowski                 |

## Źródła
- INKA z Olsztyna wkracza na polską muzyczną scenę[36].
- Muzyczny świat INKI – Radio Olsztyn[37] Muzyczny świat Agnieszki Skryckiej i INKI – Radio Olsztyn[38].
- Galeria Usługa – Koncert INKA Music „Świecę w ciemności”[39].
- Co Gdzie Kiedy Olsztyn – koncert INKA[40].
- Co Gdzie Kiedy Olsztyn – „Spektakl Kobiety, Wino I Śmiech”[4].
- INKA na Stacji Serce - Radio Olsztyn[41].
- Pochodzi z Olsztyna. Jej teledysk startuje w festiwalu Cinerama - Gazeta Olsztyńska[42].